# Они (Пермский край)
Они — село в Юсьвинском муниципальном округе Пермского края России.

## Географическое положение
Село расположено в восточной части Юсьвинского муниципального округа на расстоянии примерно 6 километров на запад от поселка Майкор. 

## История
Село было основано в 1984 году путем объединения деревень Большие Они и Малые Они. С 2016 до 2021 года входило в состав Майкорского сельского поселения Юсьвинского района.

## Климат
Климат умеренно-континентальный. Средняя температура июля +17,7°С, января –15,8°С. Среднегодовое количество осадков составляет 664 мм, причем максимальное суточное количество достигает 68 мм, наибольшая высота снежного покрова 66-93см. Средняя температура зимой  (январь)- 15,8°С (абсолютный минимум - 53°С), летом (июль)+ 17,7 °С (абсолютный максимум + 38°С). Заморозки в воздухе заканчиваются в III декаде мая, но в отдельные годы заморозки отмечаются в конце апреля или начале июня. Осенние заморозки наступают в первой-начале второй декаде сентября. Средняя продолжительность безморозного периода 100 дней.

## Население
Постоянное население составляло 479 человек (79% русские) в 2002 году,  458 человек в 2010 году.    